# 拉多乡 (朗县)
拉多乡是中国西藏自治区朗县下辖的一个乡，位于县境南部，人口2005人。下辖10个村委会：拉多村、白路村、昌巴村、杰堆村、吉村、白坡章村、巴顿村、许村、扎村、藏村。